# Villa d'Ogna
Villa d'Ogna [ˈvilːa ˈdɔɲ(ː)a] (Éla d’Ògna [ˈela ˈdɔɲa] in dialetto bergamasco) è un comune italiano di 1 783 abitanti della provincia di Bergamo in Lombardia.
Situato nella Valle Seriana superiore, alla confluenza dell'Ogna nel Serio, sulla sinistra orografica di quest'ultimo, dista circa 33 chilometri a nord-est dal capoluogo orobico ed è compreso nella Comunità montana della Valle Seriana.

## Geografia fisica

### Territorio

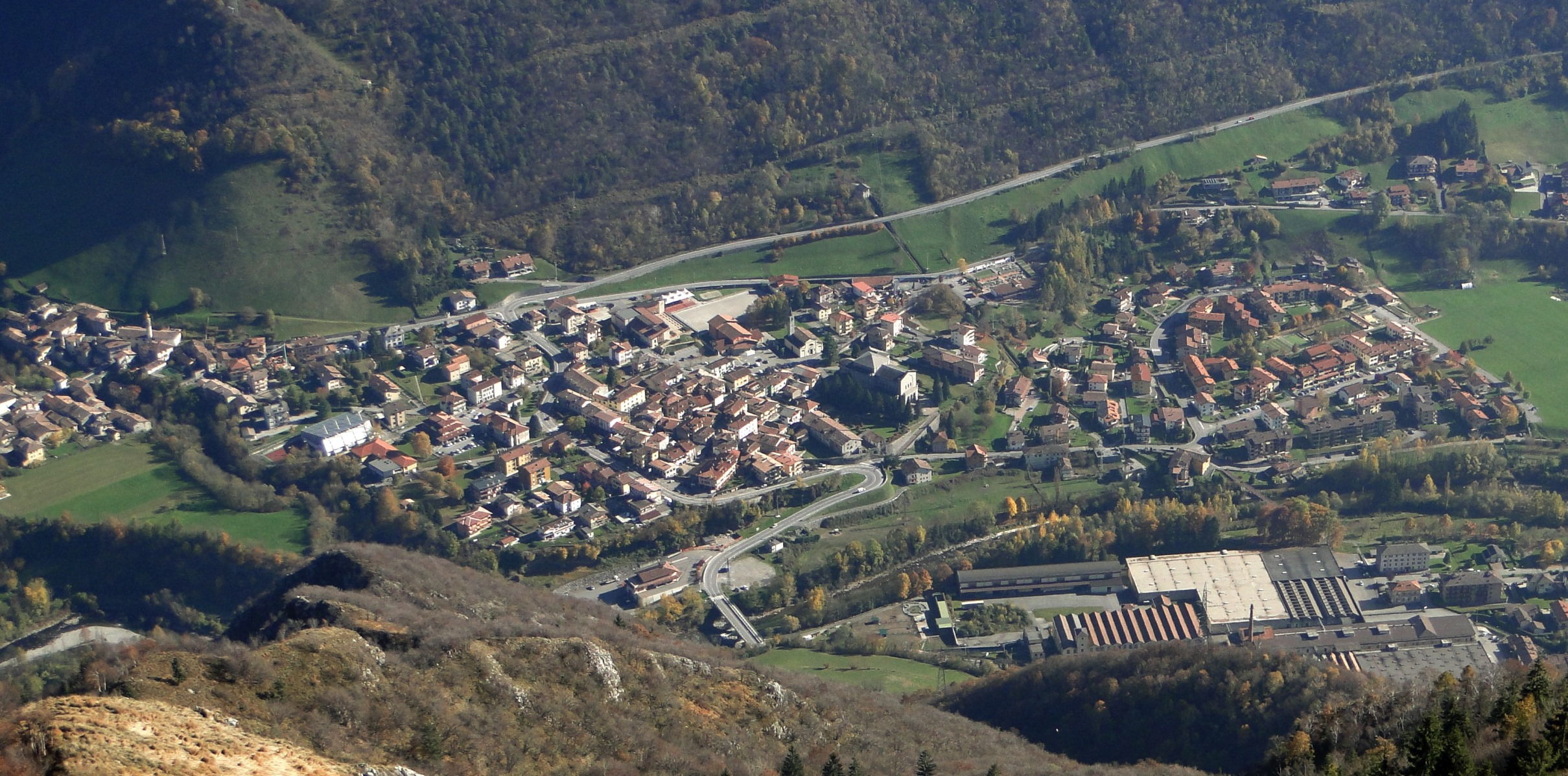
Il paese visto dal monte Secco. A sinistra il borgo di Ogna, al centro quello di Villa con a destra il nuovo quartiere residenziale. In basso a destra la zona industriale

Il territorio comunale si sviluppa su entrambi i versanti orografici della valle Seriana, in corrispondenza della confluenza del torrente Ogna nel fiume Serio, ad un'altezza di compresa tra i 510 m s.l.m. del fondovalle ed i circa 1.500 delle pendici della Cima Vaccaro.
I limiti amministrativi del comune sono molto frastagliati: a Nord sono prima le pendici orientali della Cima Vaccaro e poi il corso del torrente Ogna, intramezzate da una protuberanza territoriale che include i territori a Nord del borgo di Ogna fino alla contrada di san Lorenzo, a dividere le competenze comunali con Ardesio ed Oltressenda Alta. Ad Est i confini si spingono nella parte più bassa della Valzurio, fino quasi alla località La Rasga, per raggiungere poi le ultime propaggini del monte Blum, il cui spartiacque funge da delimitazione con Clusone fino ad incrociare la Senda, storica via di collegamento tra i paesi del lato sinistro della valle. 

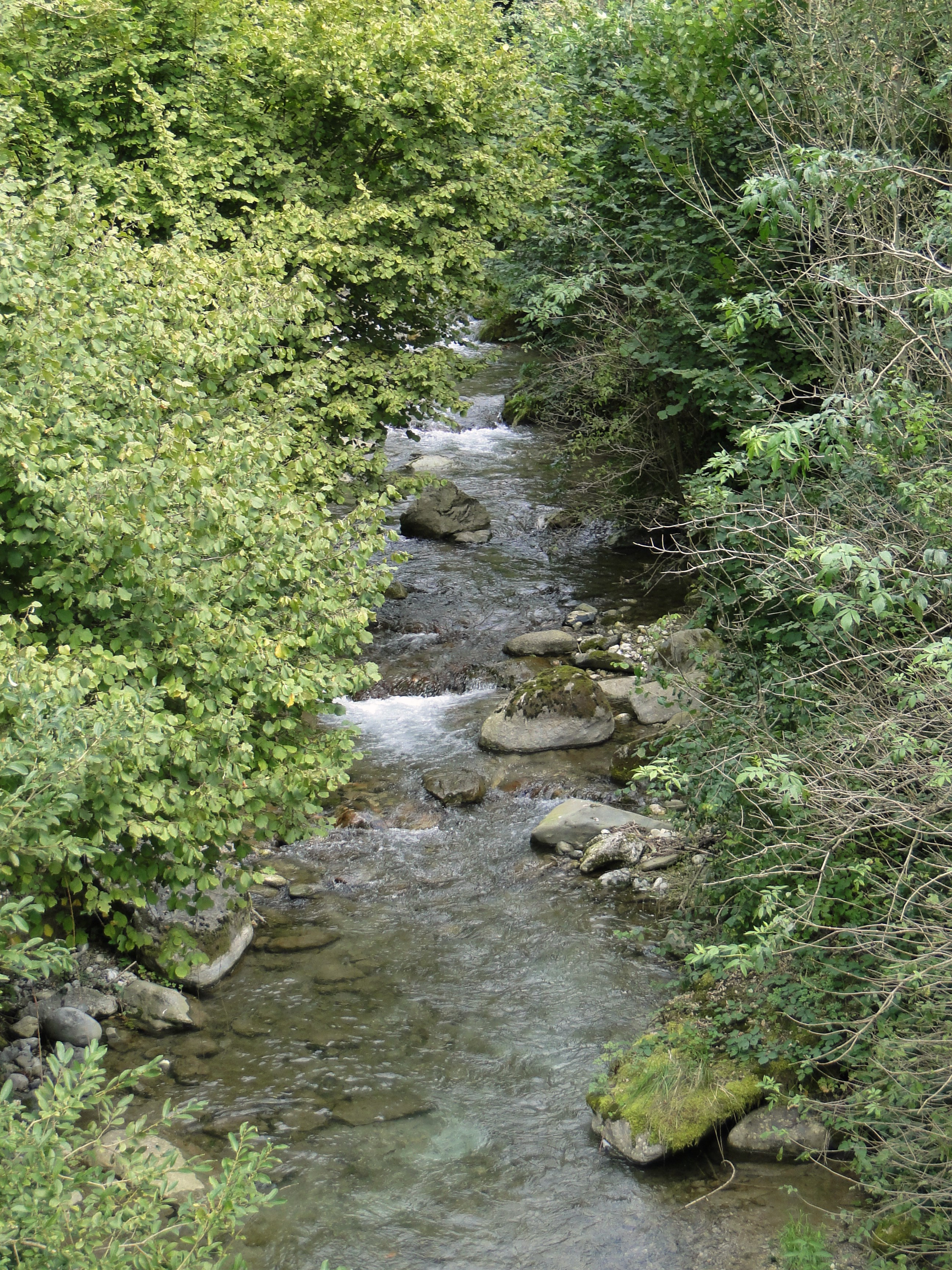
Il torrente Ogna

A questo punto il confine con Piario delimita la parte meridionale del comune e procede fino a raggiungere il corso del fiume Serio. Sul versante opposto il perimetro comunale include una piccola striscia di terra che si sviluppa verso Sud, fino allo sbocco della piccola valle dei Frati, sotto il borgo di Martorasco, dove è collocata la contrada Sant'Alberto. Quest'ultimo tratto, unitamente alla parte più occidentale che include la località Festi Rasini, confina con Parre, la cui linea di divisione risale lungo le pendici del monte Vaccaro.
Per ciò che concerne l'idrografia, oltre al fiume Serio, numerosi sono i corsi d'acqua che attraversano il territorio comunale. Il principale è l'Ogna, affluente del Serio da sinistra, che si sviluppa nella Valzurio e che raccoglie le acque di numerosi piccoli rivoli composti dalle acque in eccesso provenienti dalle propaggini circostanti.
Altro corso d'acqua è il torrente che solca la valle dei Frati, presente sul territorio di Villa d'Ogna soltanto nel suo tratto terminale prima della sua immissione nel Serio da destra.
Nella zona industriale, sul lato orografico destro, è presente anche un canale artificiale che scorre parallelamente al corso del Serio, da cui prende vita in località Valzella in comune di Ardesio, rigettandovi le acque qualche chilometro più a valle, dopo aver alimentato alcune aziende tessili.

## Origini del nome
Sull'origine del nome non vi è certezza.
Talune teorie vorrebbero far derivare il nome di Ogna dall'invasione degli Unni di Attila nel V secolo. Su alcuni documenti il paese viene infatti indicato come Villa humnia (Villa degli Unni): a tal riguardo una leggenda riporta che il borgo abbia avuto origine proprio da un gruppo di Unni, inviati da Alarico a lavorare nelle miniere di ferro, che decisero di stazionare presso la foce del torrente oggi chiamato Ogna.
Altre ipotesi invece fanno risalire il toponimo al termine latino onus, che significa "imposta di dazio". Ogna era infatti un luogo di passaggio obbligato per raggiungere l'Alta Valle Seriana, Clusone e la Presolana: questo rendeva il centro uno snodo importante. La tradizione fa inoltre risalire al XV secolo la presenza di una dogana, dove si pagava un dazio sulle merci di passaggio, proprio nella piazza di Ogna. Un'ultima teoria, perorata dallo Zanetti, vorrebbe far derivare il nome da Alnia, ovvero "torrente degli ontani".

## Storia

### Dalla preistoria al Medioevo

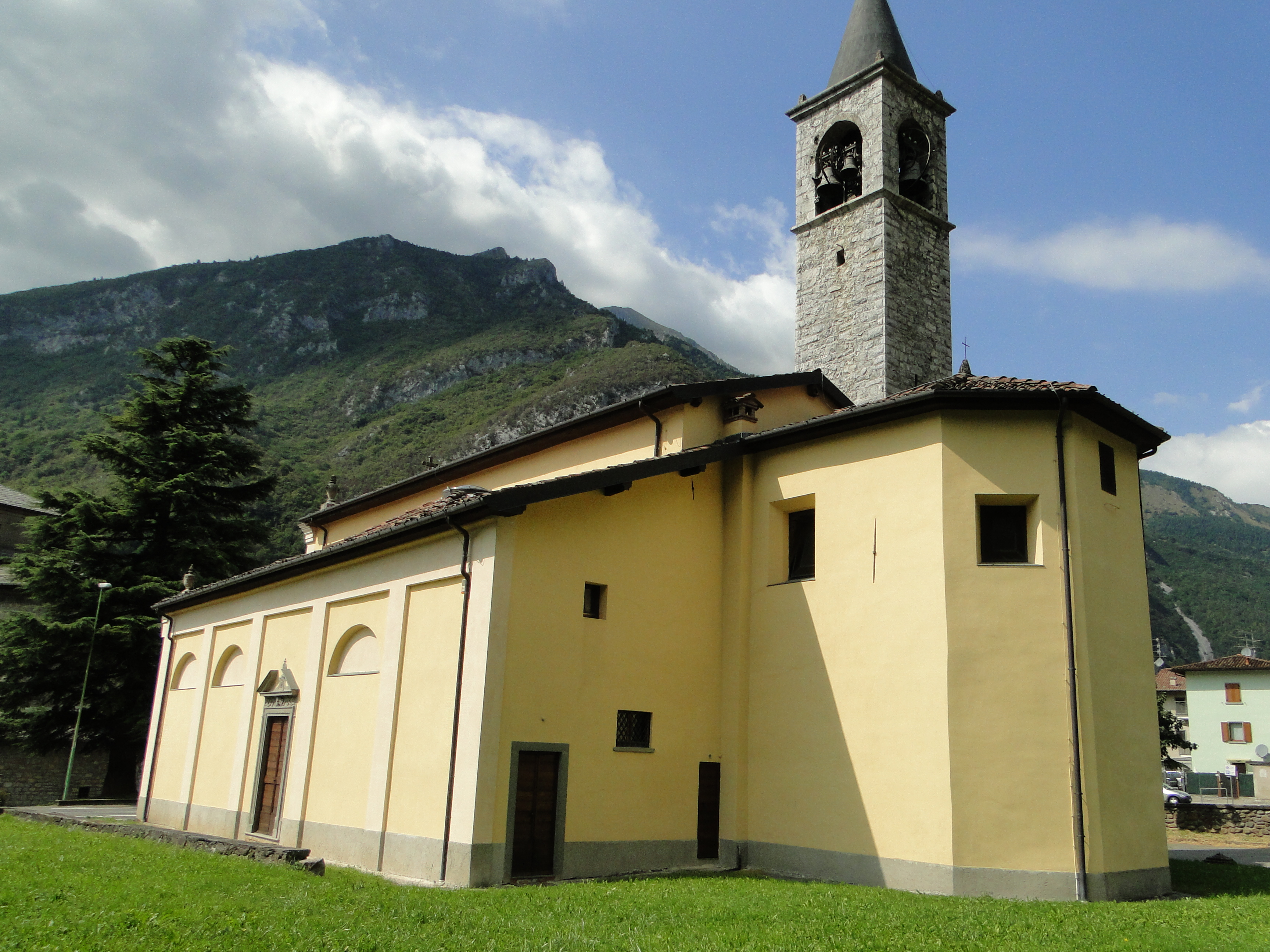
Il santuario di Villa d'Ogna, primo nucleo religioso del paese

I primi insediamenti umani sarebbero riconducibili al VI secolo a.C. quando nella zona si stabilirono popolazioni di origine ligure dedite alla pastorizia, tra cui gli Orobi. Ad essi si aggiunsero ed integrarono, a partire dal V secolo a.C. le popolazioni di ceppo celtico, tra cui i Galli Cenomani: si trattava tuttavia di presenze sporadiche, che non formarono mai un nucleo abitativo definito.
La prima vera e propria opera di urbanizzazione fu invece opera dei romani, che conquistarono la zona e la sottoposero a centuriazione, ovvero ad una suddivisione dei terreni a più proprietari, a partire dal I secolo d.C.. Fu in quel periodo che nella zona cominciarono ad essere sfruttate numerose miniere, per lo più di ferro, che portarono un notevole incremento demografico. Tra i nuovi abitanti vi erano anche alcuni schiavi (i cosiddetti Damnati ad metallam), impiegati nei lavori più pesanti nell'ambito dell'estrazione del materiale. Il centro abitato, costituito prevalentemente da capanne, aveva tuttavia dimensioni estremamente ridotte, con gran parte degli abitanti che trovava sostentamento dall'agricoltura, principalmente nella piana del fondovalle, e dalla pastorizia, nella zona collinare.
Al termine della dominazione romana vi fu un periodo di decadenza e abbandono del centro abitato, con la popolazione che sovente era costretta a cercare riparo sulle alture circostanti al fine di difendersi dalle scorrerie perpetrate dalle orde barbariche. La situazione ritornò a stabilizzarsi con l'arrivo dei Longobardi, popolazione che a partire dal VI secolo si radicò notevolmente sul territorio, influenzando a lungo gli usi degli abitanti: si consideri infatti che il diritto longobardo rimase “de facto” attivo nelle consuetudini della popolazione fino alla sua abolizione, avvenuta soltanto nel 1491.
Con il successivo arrivo dei Franchi, avvenuto verso la fine dell'VIII secolo, il territorio venne sottoposto al sistema feudale, con il paese che inizialmente venne assegnato, al pari di gran parte della valle, ai monaci di Tours per poi essere infeudato al Vescovo di Bergamo Ambrogio II nel 1026. 
In breve tempo tra la popolazione crebbe sempre più il desiderio di emanciparsi dal potere vescovile e feudale, al fine di poter decidere in autonomia la gestione del territorio. Fu così che nel corso del XIII secolo si arrivò alla creazione dell'istituzione comunale. I borghi di Ogna e Villa furono quindi inclusi nel territorio di Clusone, comune ben più ricco e potente.

### La Serenissima

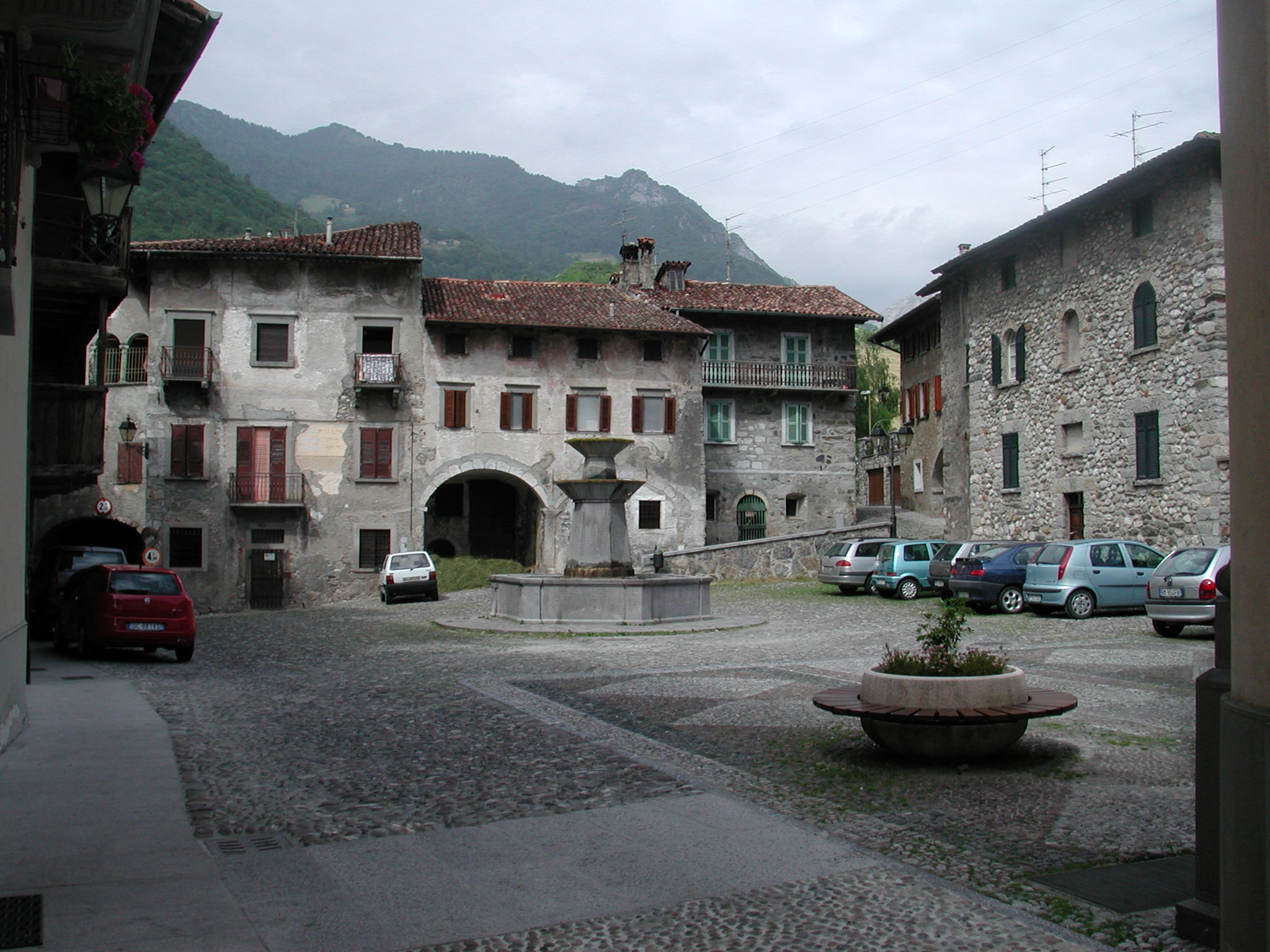
La contrada di Ogna, di origine medievale

Nel tardo medioevo si verificarono importanti innovazioni tecnologiche, che diedero positivi risvolti anche in ambito economico. Sfruttando la vicinanza delle miniere e la ricchezza d'acqua di cui disponeva il territorio, lungo il corso del torrente Ogna vennero introdotte alcune fucine che permisero la lavorazione di metalli, dai quali si ottenevano sia utensili ed attrezzi, ma soprattutto chiodi. Inoltre la forza motrice dell'acqua dello stesso torrente permise la creazione di alcune cartiere, la cui carta prodotta era ritenuta di buona qualità.
Anche l'agricoltura e la pastorizia fecero enormi passi, permettendo la produzione e la lavorazione di un tipo di tessuto utilizzato dagli eserciti, in quanto caldo e molto robusto, denominato Panno grosso bergamasco.
La positiva condizione commerciale e produttiva ricevette un ulteriore impulso quando, nella prima metà del XV secolo, si verificò il passaggio dell'intera zona alla Repubblica di Venezia, avvenuto nel 1427 dopo un'espressa richiesta di Bergamo e delle sue valli, e ratificato dalla Pace di Ferrara del 1428. La Serenissima garantì una diminuzione della pressione fiscale ed offrì maggiore autonomia, dando inizio ad un periodo contrassegnato da tranquillità sociale in cui l'intera zona continuò a prosperare.
L'indipendenza a livello amministrativo si dovette aspettare fino al 1636, quando Oltrascenda si separò da Clusone: la Senda era difatti la strada che separava il capoluogo baradello dagli altri borghi. La nuova entità inizialmente comprendeva anche Valzurio, Nasolino e Piario, borghi da cui Villa ed Ogna si separarono nel 1648, assumendo la denominazione di Oltrescenda Bassa (così citato anche nei documenti del XVIII secolo).
Nel 1740 i borghi di Ogna e Villa riuscirono a separarsi ulteriormente, ergendosi entrambi a comuni autonomi. Questa indipendenza durò poco, dal momento che già nel 1756 Villa ed Ogna andarono a ricostituire, unitamente al borgo di Piario, l'entità comunale denominata Oltressenda Bassa. La neonata istituzione nel 1776 si ampliò ulteriormente, annettendo anche Oltressenda Alta (ovvero le contrade di Nasolino e Valzurio).
Tuttavia la convivenza amministrativa delle varie contrade era mal sopportata dalle stesse, tanto che nel 1797 ognuna di esse riacquistò la propria autonomia.

#### La produzione di carta
La forza motrice dell'acqua dello stesso torrente permise la creazione di alcune cartiere, la cui carta prodotta era ritenuta di buona qualità. 
(Celestino Colleoni, Historia quadripartita di Bergomo, 1617-1618, cit. p. 547)
Era un tipo di carta di particolare valore, probabilmente dato l'alto contenuto di calce delle acque del Serio che rendevano la carta più solida e resistente e quindi ricercata.
Alla fine del XVI secolo la produzione cartiera proseguiva fiorentemente e la carta locale veniva elogiata per la sua qualità: «teratorio di Villa, sua contrada, que si fa la carta, tanto eletta, que in Itaglia non ve' la più perfetta». Le cartiere di Ogna sono considerate le prime industrie cartarie lombarde.

Nel 1776 le cartiere in bergamasca erano 10, 3 di queste si trovavano a Villa d'Ogna (due nella frazione di Ogna, l'altra a Villa d'Ogna).
Nel 1857, in occasione dell’Esposizione provinciale di Bergamo, la cartiera Legrenzi di Ogna presenta ben 87 tipi di carta diversi.
Nel 1861 una grande alluvione provocò una frana sull'Alpe Rigada (nell'attuale territorio di Oltressenda Alta), provocando gravi danni alle abitazioni circostanti e alle stesse cartiere presenti in prossimità del torrente Ogna. L'industria cartiera a Villa d'Ogna iniziò poi a vedere i primi segni di cedimento verso la fine del XIX secolo, con l'avvento delle meccanizzazione, che rese i processi manuali di produzione ormai obsoleti.

### Dalla dominazione francese ai giorni nostri

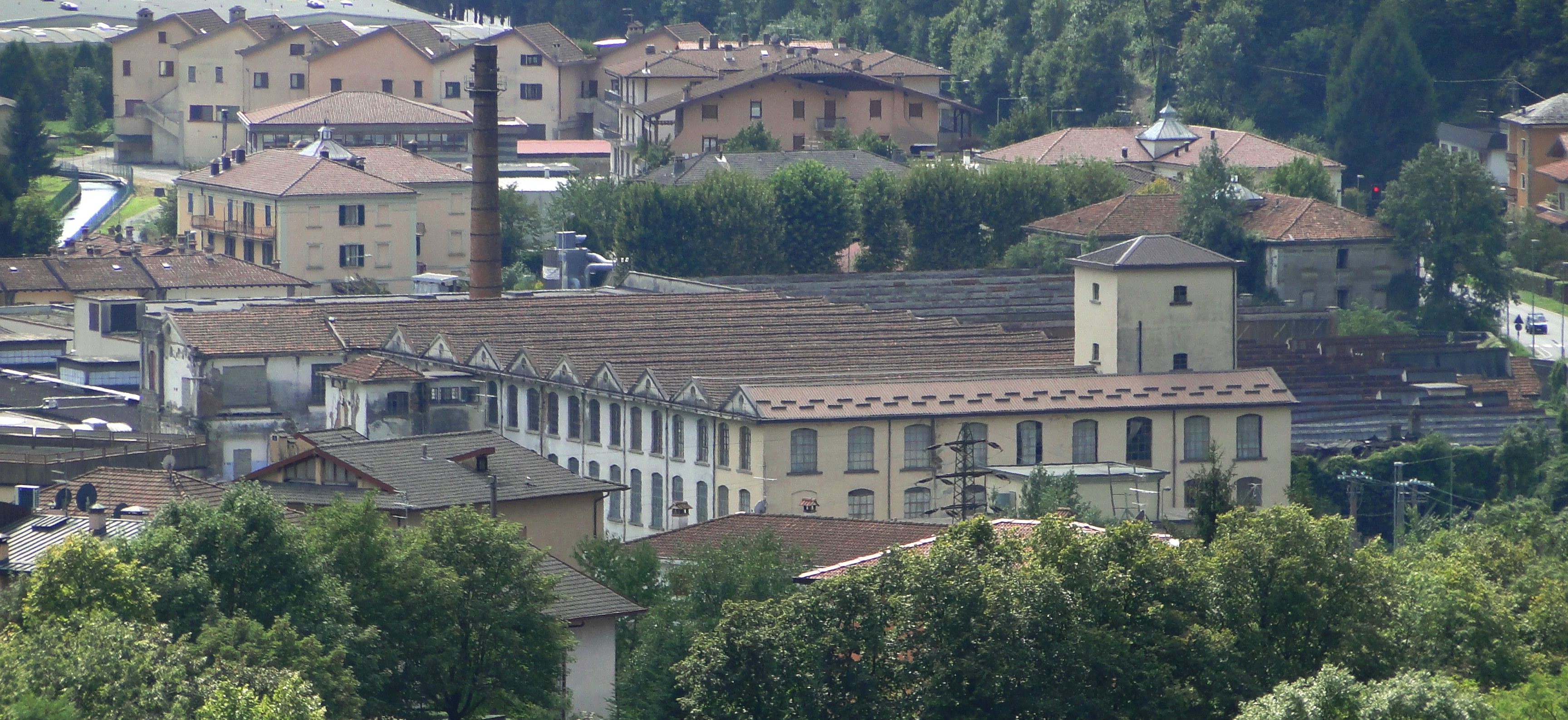
Il complesso industriale "Festi Rasini"

Ma il potere della Repubblica di Venezia era ormai agli sgoccioli, tanto che nello stesso anno, in seguito al trattato di Campoformio, venne sostituita dalla napoleonica Repubblica Cispadana. 
Il cambio di dominazione comportò un'immediata revisione dei confini, che portò alla riunificazione di Ogna e Villa, con la “solita” aggiunta di Piario, che però nel 1805 riacquisì la propria indipendenza.
Nel 1809 la dominazione francese, nell'ambito di un'imponente opera di accorpamento dei piccoli centri ai più grandi, impose l'accorpamento di Villa ed Ogna, unitamente a Rovetta, Piario ed Oltressenda Alta, al vicino comune di Clusone.
La macro-unione tra i borghi durò poco, dal momento che nel 1816, in occasione del nuovo cambio di governo che vide subentrare l'austriaco Regno Lombardo-Veneto alle istituzioni francesi, questi vennero nuovamente scissi, con Villa ed Ogna che andarono a ricreare l'entità denominata Oltressenda Bassa.
Nella seconda parte del XIX secolo, contestualmente all'Unità d'Italia, si verificò uno sviluppo dell'industria mediante l'introduzione di realtà operanti nell'ambito tessile che in breve si insediarono e radicarono sul territorio, la principale delle quali fu la “Festi Rasini”. Fondata nel 1889 e diretta dalle omonime famiglie di industriali milanesi Festi e Rasini, cominciò ad attrarre in modo significativo gli abitanti dei paesi vicini, permettendo un considerevole aumento dei residenti nel comune. Difatti il numero, rimasto pressoché invariato tra il 1861 ed il 1881 (si passò da 643 a 666), raddoppiò sul finire del secolo, toccando quota 1364 nel 1901, passando poi a 2016 nel 1921.
Il polo produttivo era posto sulla riva orografica destra del Serio e, anche grazie allo sfruttamento delle acque del fiume prelevate in località "Valzella" di Ardesio, era dotato di 8000 fusi e garantiva il lavoro a 100 operai, condizione che lo rese il terzo gruppo tessile della Lombardia.
Nel frattempo, nel 1927 il regime fascista, nell'ambito di una riorganizzazione amministrativa volta a favorire i grossi centri a scapito dei più piccoli, unì nuovamente Oltressenda Bassa (composta da Ogna e Villa) con Piario ed Oltressenda Alta, nell'entità comunale rinominata “Villa d'Ogna”. Le differenti realtà, che mal sopportavano questa unione, al termine della seconda guerra mondiale inoltrarono formale richiesta di separazione. L'istanza venne accolta nel 1958 quando Oltressenda Alta e Piario si staccarono da Villa d'Ogna, che mantenne invariato il proprio nome.
Nel luglio del 1944 il paese fu teatro di due rastrellamenti ad opera di soldati nazi-fascisti, i quali erano alla ricerca di alcuni partigiani rifugiatisi sul territorio. Il rastrellamento causò la morte di 5 persone.

A partire dalla seconda metà del secolo gli stabilimenti tessili subirono un drastico ridimensionamento fino ad arrivare alla completa chiusura nel secondo decennio del XXI secolo.
Nel frattempo le realtà legate all'industria tessile vennero affiancate e sostituite da attività operanti nei settori meccanico, meccano-tessile ed artigianale. Tra queste si segnala la RadiciFil, insediatasi nel 1974 poco più a valle degli stabilimenti tessili della Festi Rasini e che, operante nell'ambito della produzione dei polimeri utilizzati nell'industria tessile, vanta alti standard di produzione.
Veggo scender dai monti alle pendici

In balda schiera gente come a festa;

Lattrae un nuovo Fato: gli opifici

L'antica forza hanno in suo cor ridesta.

All'onde palpitanti, alla sorgente
Del fiume ond'essa tragge "Forza e Luce"

Ora si specchia la novella gente,

Giuliva in cor per l'opra che l'adduce

Nella corrente di gagliardi imprese

All'agiatezza del natio paese.
(Acrostico di Luigi Tinelli in:  A. Bonicelli, Cent'anni di banda a Villa d'Ogna, 2000,  p. 13.)

### Simboli
I simboli del Comune sono lo stemma e il gonfalone concessi con D.P.R. del 20 aprile 2022.
Blasonatura dello stemma
(DPR del 20 aprile 2022)
Blasonatura del gonfalone
(DPR del 20 aprile 2022)
I tre bisanti rappresentano le tre principali zone di Villa d’Ogna: Ogna/San Lorenzo, Villa/Biciocca e Sant’Alberto/Festi Rasini/Gazza. La conchiglia e il bordone, simboli che rappresentano il pellegrino, ricordano beato Alberto di Villa d'Ogna. Nella terza partizione è raffigurata la fontana di Ogna con la quale viene identificato l’antico borgo e la sua piazza medievale. Pur priva di particolare valenza storica, risale infatti al 1939, la fontana è diventata nel corso degli anni un simbolo per l'intero paese di Villa d’Ogna. Il verde rappresenta il territorio e la montagna, il rosso la santità del beato Alberto, l'azzurro l'acqua del fiume Serio e del torrente Ogna.
Dal 1996 fino al 2022 il Comune utilizzava uno stemma anche se privo di un decreto ufficiale di concessione: partito semitroncato: nel primo, di rosso, alla fontana d'argento, di tre bacili, il bacile inferiore grande e colmo d'acqua di azzurro, quello superiore piccolo, quello mediano di misura intermedia, il superiore zampillante di due zampilli d'acqua, di azzurro, ricadenti nel mediano, e da questo nel bacile inferiore; nel secondo d'azzurro, al libro chiuso d'argento; nel terzo d'oro, alla fucina con una fiamma al naturale e fabbro.
Erano qui rappresentati: la fontana del paese; un libro chiuso d'argento simbolo dell'appartenenza di Villa d’Ogna e di tutta la Valle Seriana alla Repubblica Veneta; una fucina che ricorda la storica attività di trasformazione dei minerali ferrosi e di produzione di chiodi e macine utili alla conciatura delle pelli.

## Monumenti e luoghi d'interesse

### Architetture religiose

#### Chiesa parrocchiale di san Matteo apostolo e del Sacro Cuore (Villa)

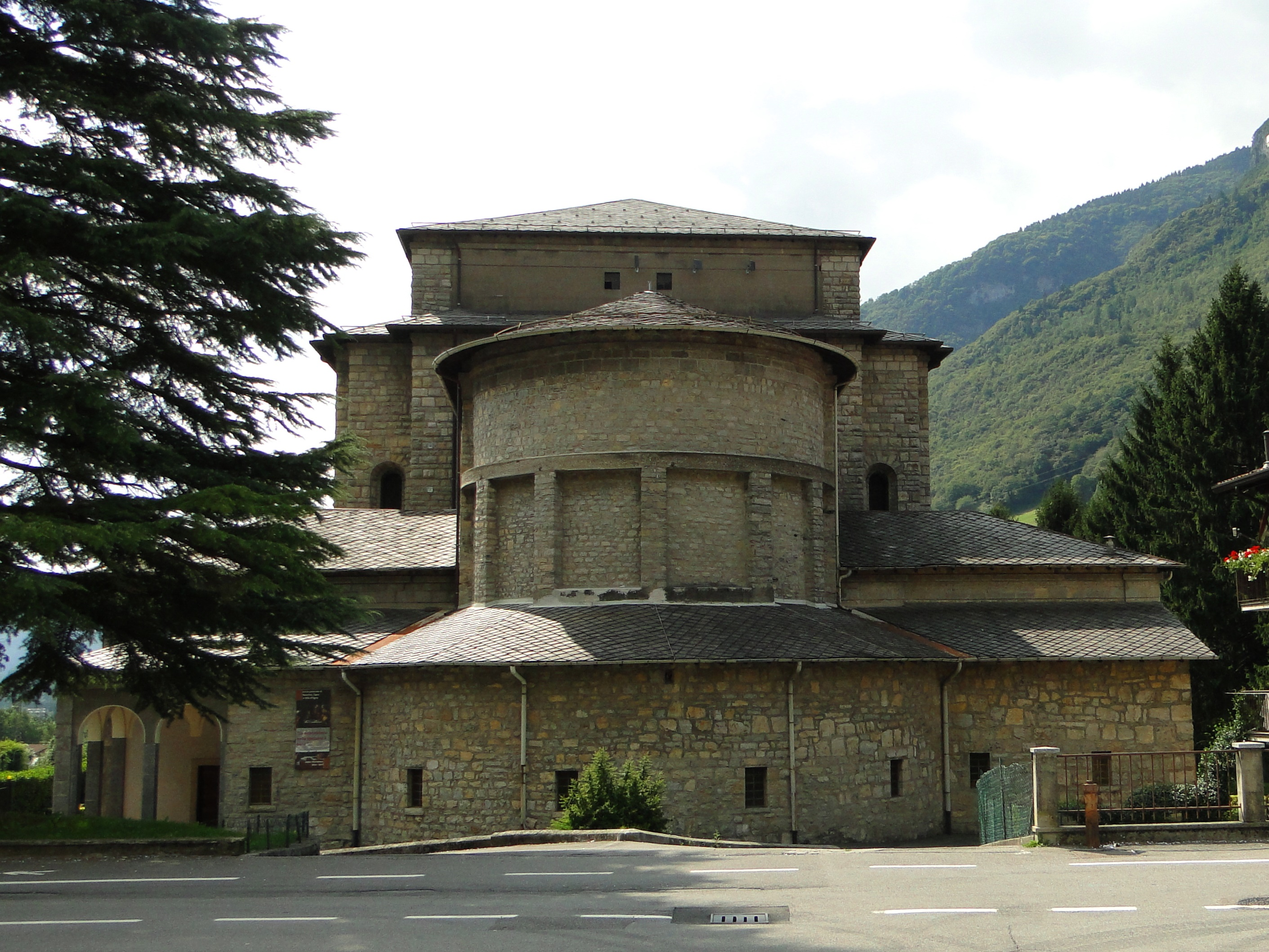
La chiesa parrocchiale di Villa d'Ogna

La chiesa parrocchiale di Villa d'Ogna iniziò ad essere costruita nel 1937, essendo diventata l'antica parrocchiale (distante da essa poche decine di metri), troppo piccola per contenere tutti i fedeli. 
Grazie a don Pietro Forzenigo e all'aiuto di tutta la popolazione, venne solennemente consacrata il 21 agosto 1953, alla presenza dell'allora vescovo di Imola, mons. Benigno Carrara, e dedicata a san Matteo apostolo ed evangelista e al Sacro Cuore di Gesù.
Nella successiva domenica del 23 agosto, in occasione del 50º anniversario della traslazione del corpo del Beato Alberto da Cremona al paese natale di Villa d'Ogna, le solenni cerimonie vennero celebrate dall'allora patriarca di Venezia, Angelo Giuseppe Roncalli.
Dotata di una ampio sagrato che si sviluppa su tutti i lati, la chiesa è costruita in pietra viva e possiede un corpo centrale che, coperto da un tetto a due spioventi, si eleva con decisione dal resto dell'edificio ed al quale si accede mediante un porticato a tre archi, mentre lateralmente sono collocati due corpi strutturali meno grandi che creano un interessante gioco di volumi.
Internamente la chiesa si compone di tre altari: l'altare maggiore è dedicato a San Matteo apostolo ed evangelista; l'altare di destra, dedicato alla Madonna; l'altare di sinistra è dedicato al Beato Alberto di Villa d'Ogna.
Tra le opere più significative, si possono ammirare alcune opere di Antonio Cifrondi, e Domenico Carpinoni con la tela Vergine del suffragio prega la SS. Trinità per le sue anime purganti assistita da san Bartolomeo e da sant'Alberto di Villa d'Ogna, pittori originari di Clusone vissuti tra il XVI ed il XVII secolo.

#### Santuario del Beato Alberto

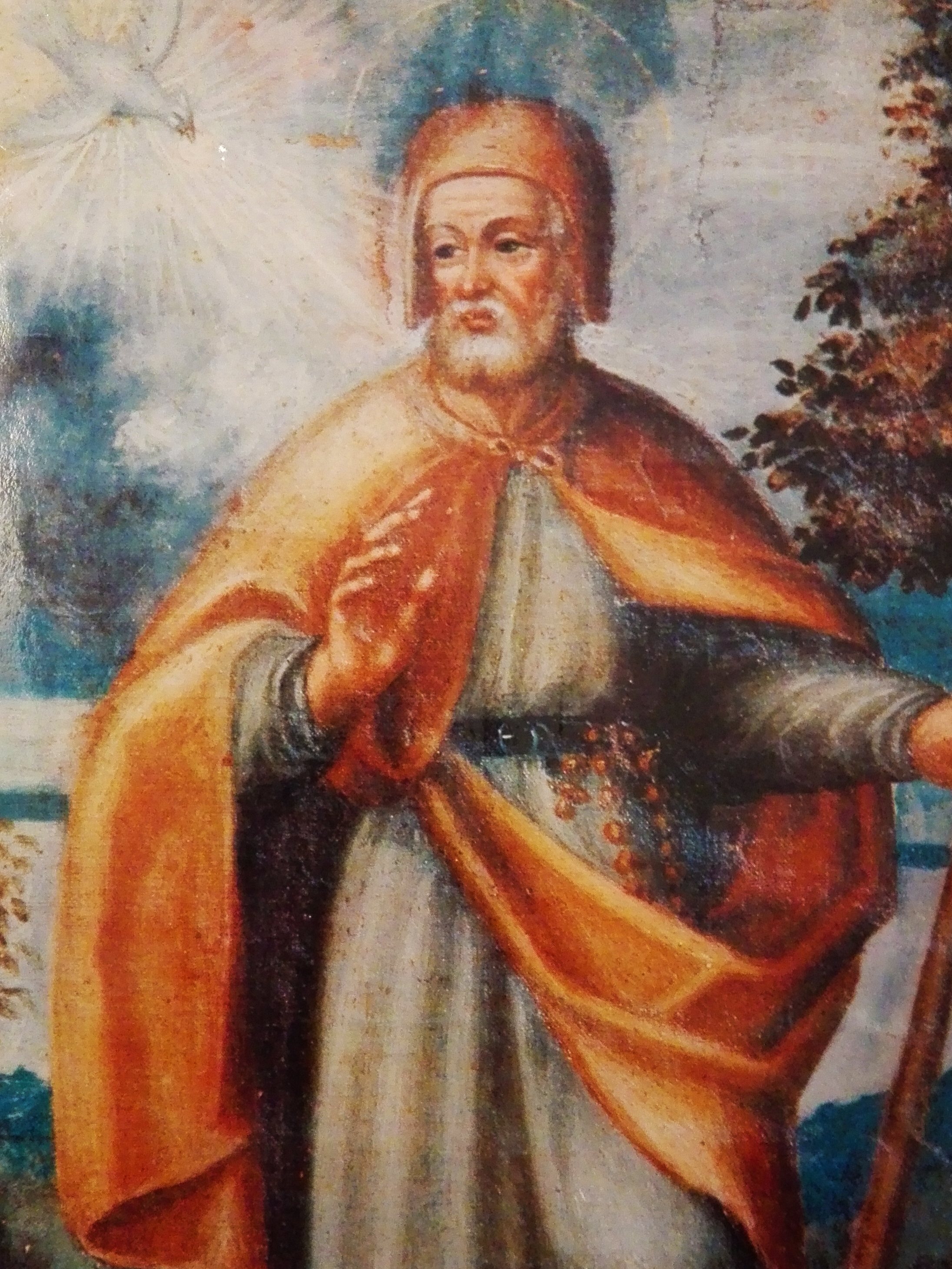
Beato Alberto da Villa d'Ogna

Le origini del nucleo del primitivo edificio religioso del Santuario del Beato Alberto risalgono al 1176 quando venne consacrata dal Vescovo e dedicata a San Matteo apostolo ed evangelista. 
Nel 1450 la chiesa ottenne l'indipendenza parrocchiale, distaccandosi dalla dipendenza della pieve di Clusone. 
La chiesa era ad un'unica navata e conteneva le reliquie del conterraneo Alberto, poi diventato beato nel 1748. 
Nel corso del XVII secolo vennero effettuati dei lavori di restauro che occultarono alcuni affreschi risalenti al XV secolo, riscoperti solo nel 1970.
Nel 1903 il Vescovo di Cremona, Mons. Geremia Bonomelli, accolse la richiesta della comunità di Villa d'Ogna, in particolare del suo parroco don Guglielmo Mismetti, a riportare al suo paese natale le spoglie del Beato Alberto, religioso vissuto nel XIII secolo. In tale occasione la chiesa venne ampliata con due navate laterali e vennero effettuati lavori decorativi, tra cui il pulpito di Cesare Zonca, e di manutenzione.
Dopo l'importante restauro del 1970, nel 1994 venne ristrutturata la torre campanaria, antecedente al XVI secolo.
Nel 2001 ci fu l'ultimo restauro, che portò alla luce resti di antiche sepolture e elementi della chiesa medievale, compreso l'antico fonte battesimale.

#### Chiesa parrocchiale di San Giovanni Evangelista (Ogna)

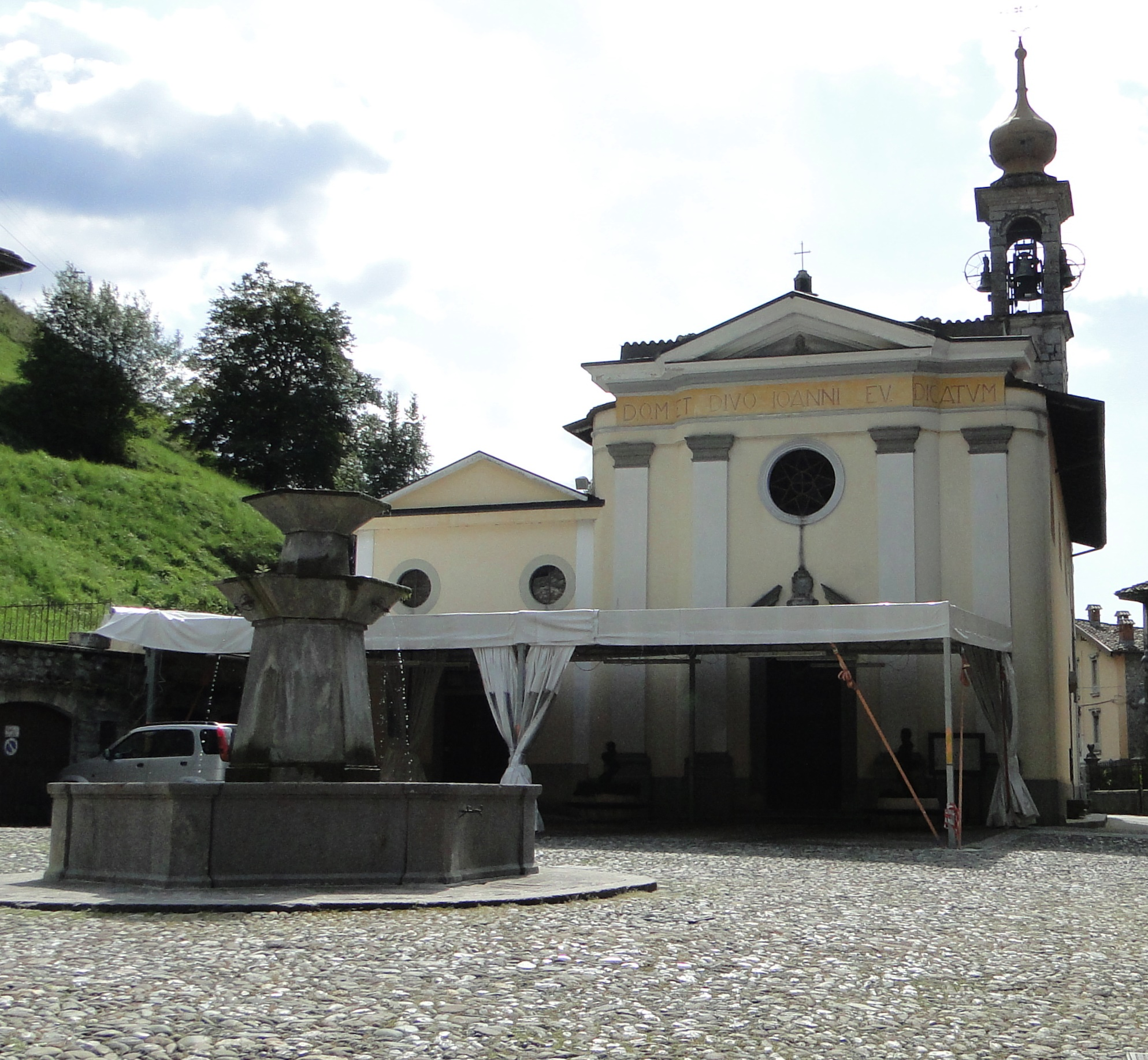
La chiesa di Ogna, dedicata a San Giovanni Evangelista

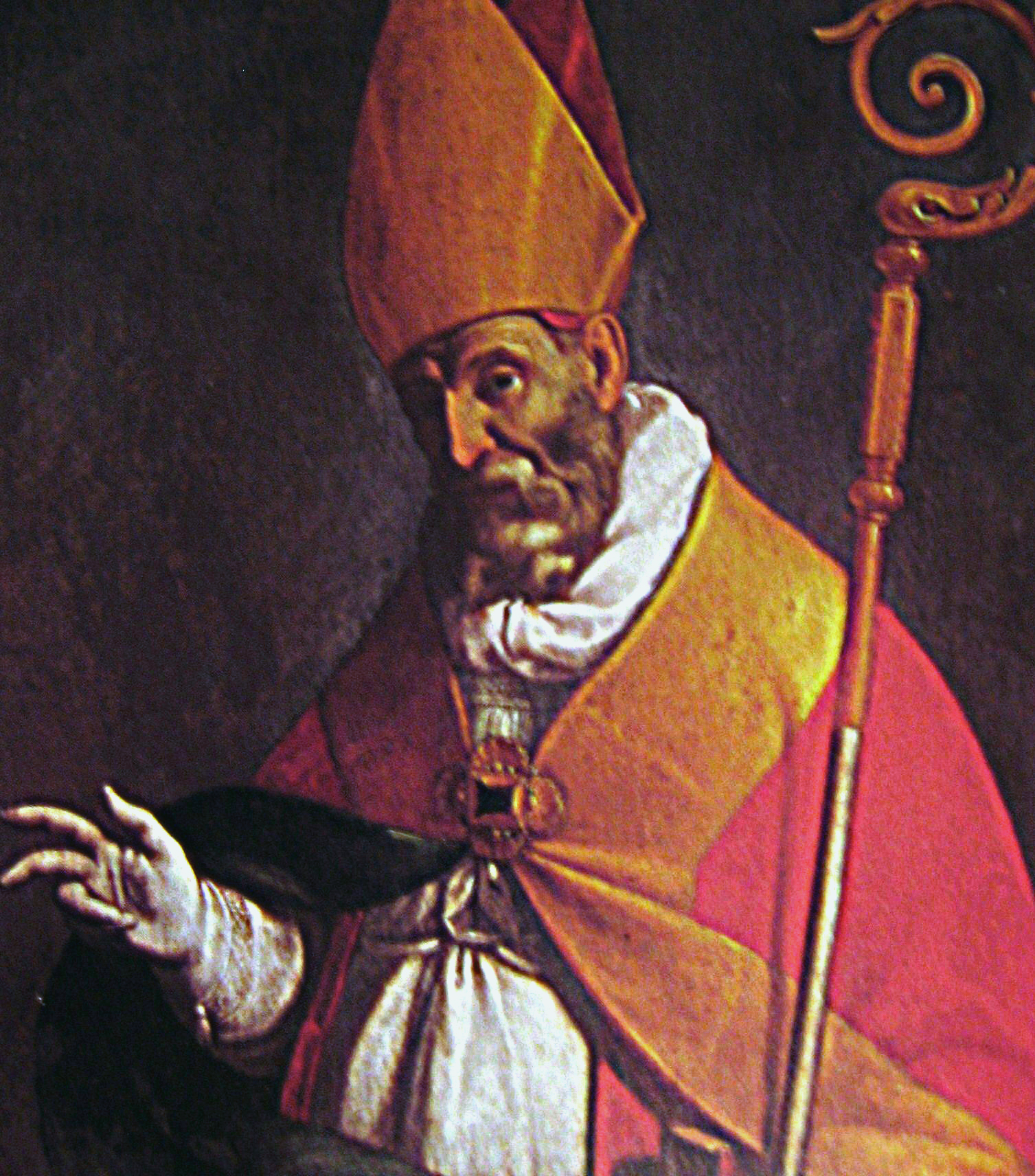
San Narno opera di Carlo Ceresa

La chiesa risale al XVI secolo. Tuttavia il primo documento in cui viene citata risale al 1520, quando venne eretta a parrocchia.
Nel 1575, in occasione della visita pastorale dell'allora Arcivescovo di Milano Carlo Borromeo, la chiesa si presentava in cattivo stato di conservazione. Nei decenni successivi vennero effettuati importanti lavori di manutenzione e di restauro. Degna di nota è la costruzione dell'altare in marmo, realizzato nel 1770 dai fratelli Fantoni (eredi del più noto Andrea Fantoni), resa possibile dalla collaborazione di tutta la popolazione.
Nel 1864 ci fu la visita pastorale di mons. Pietro Luigi Speranza, vescovo di Bergamo originario della contrada Candrietti di Piario. In occasione di tale visita, la chiesa subì un ulteriore restauro con l'innalzamento della torre campanaria.
Un secolo più tardi altri lavori vennero effettuati dai fratelli Taragni (figli del decoratore Fermo Taragni).
La chiesa è dedicata a san Giovanni apostolo ed evangelista e si sviluppa a croce latina con un'unica navata, suddivisa in quattro settori da altrettante lesene con capitelli, e coperta da una volta a botte. Anche la facciata, rivolta verso nord, presenta quattro lesene, sormontate da una trabeazione con timpano triangolare.
All'interno si possono trovare opere di Domenico Carpinoni e una raffigurazione di san Narno di Carlo Ceresa originario della località, oltre che una rara lanterna in legno dorato risalente ad un periodo compreso tra il XVI ed il XVII secolo, un inginocchiatoio del XVIII secolo e una pisside in bronzo eseguita nel 1590.

#### Altri edifici religiosi

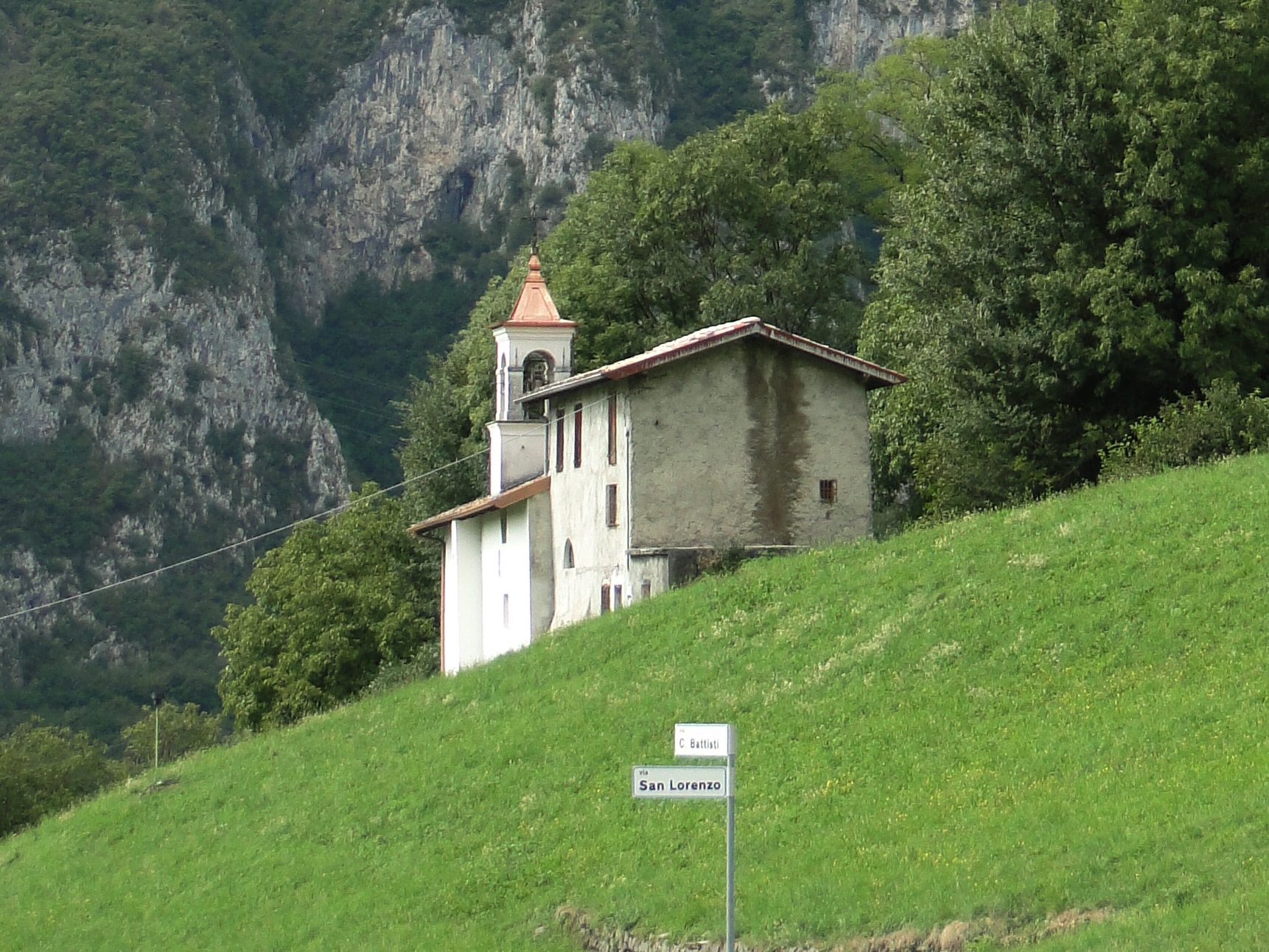
La chiesetta di san Lorenzo

Di grande importanza è anche la casa del Beato Alberto, laico santo vissuto nel XIII secolo, nativo di Villa d'Ogna. Posta sul fondovalle in località Sant'Alberto, ed edificata nel corso del XIII secolo, fu trasformata nei secoli seguenti in convento, tanto che ancora oggi si può notare l'abside di quello che era l'attiguo santuario, distrutto da una frana nel 1813.
Degna di nota è anche la chiesa di san Lorenzo, situata lungo la vecchia mulattiera che conduce a Nasolino, che presenta caratteri semplici, tra cui la facciata con una finestra semicircolare ed il portale in arenaria. La struttura è ad una navata singola, suddivisa in tre campate da due lesene, con il presbiterio a pianta rettangolare. Quest'ultimo, più stretto della navata, lascia ai lati due spazi, nei quali si trovano la tela dell'Incoronazione della Vergine, e la nicchia con la statua di San Lorenzo.
Infine nella contrada Festi Rasini è ubicata la chiesa di santa Maria Nascente. Edificata con singola navata nel 1990 presenta linee semplici ma moderne, con muratura in mattoni a vista. All'interno si distingue la pavimentazione in marmo bianco e giallo, senza tuttavia alcuna decorazione artistica o architettonica.

### Architetture civili
Di indubbio interesse è la contrada di Ogna, stretta attorno alla parrocchiale di san Giovanni Battista. Gli edifici che la compongono risalgono ad un periodo compreso tra il XV ed il XVIII secolo e sono composti da muri perimetrali in pietrame, loggiati e copertura a tetto a falde. Al centro della piazza si trova una fontana, edificata nel 1939 in luogo di un'altra la cui struttura originaria comprendeva anche un abbeveratoio ed un lavatoio, che possiede una vasca pentagonale.
Di rilevanza storica è inoltre la torre trecentesca, oggi cimata ed adibita ad abitazione privata, situata nella piazza della contrada di Ogna ed edificata in pietra squadrata.

### Aree naturali
Numerose sono infine gli itinerari naturalistici che il paese offre. Destinati ad utenti di ogni genere, possono soddisfare sia l'appassionato di trekking che il semplice utente alla ricerca di una rilassante passeggiata nel verde. Si va dalle escursioni sulle pendici del monte Vaccaro (lato orografico destro della valle) a quelle sul monte Blum (lato sinistro). 
Inoltre è d'obbligo citare la Ciclovia della Valle Seriana che transita sul comune lungo il corso del fiume Serio. Questa offre passeggiate e pedalate nella natura, lontano da traffico ed inquinamento, permettendo la riscoperta e la valorizzazione di spazi un tempo abbandonati all'incuria.

## Società

### Evoluzione demografica
Abitanti censiti

### Etnie e minoranze straniere
Gli stranieri residenti nel comune sono 106, ovvero una percentuale pari al 5.4% della popolazione. Di seguito sono riportati i gruppi più consistenti:
1. Marocco, 60
2. Ucraina, 9
3. Cuba, 6
4. Kosovo, 5
5. Senegal, 5

### Associazioni
- Corpo Musicale "Carlo Cremonesi", fondato dalla Manifattura Festi Rasini nel 1900[25].
- Corale "Tommaso Bellini", fondata nel 1970[26].
- Gruppo Micologico, fondato nel 1976[27].
- Circolo Fotografico "Foto93", fondato nel 1993[28]
- Associazione teatrale "Comici & Cosmetici", fondata nel 2005[29].

### Tradizioni, folclore ed eventi
- Venerdì Santo: Tradizionale processione per le vie del paese con la statua del Cristo morto[30].
- 7 maggio: Festa del Beato Alberto. Benedizione dell'acqua del Beato, accensione del tradizionale falò sul Monte Secco e fuochi d'artificio.
- Giugno: Tradizionale processione del Corpus Domini.
- Luglio (ultima settimana): Campus musicale estivo. Evento organizzato dal Corpo Musicale "C. Cremonesi", dal 2000[31].
- Luglio - Agosto: Mostra del fungo e della natura. Evento organizzato dal Gruppo micologico Bresadola, dal 1980.
- 6 agosto: Festa patronale a Ogna per San Lorenzo.
- Agosto: Sagra dell'Oratorio. Evento organizzato dalla Parrocchia S. Matteo di Villa d'Ogna.
- 8 settembre: Festa per la Natività della Beata Vergine Maria, in località Festi Rasini.
- 17 settembre: Festa patronale a Villa d'Ogna per San Matteo apostolo ed evangelista.

## Geografia antropica

### Urbanistica
Il comune è costituito da due principali contrade, entrambe collocate sul lato sinistro della vallata, che da sempre rappresentano le due differenti anime del comune. Nella parte più a Nord, presso lo sbocco nel Serio dell'omonimo torrente che percorre la Valzurio si trova la contrada Ogna, mentre più a Sud si trova quella di Villa. Quest'ultimo borgo ha risentito notevolmente dello sviluppo residenziale avvenuto nel XX secolo, espandendosi nella piana posta nei pressi del confine con Piario.
Sul lato orografico destro si trovano invece piccole località, tra cui Sant'Alberto e Festi Rasini, attorno alle quali sorgono importanti complessi industriali, sia dismessi che funzionanti.

## Infrastrutture e trasporti
La principale arteria di comunicazione è la S.P.49 della Valle Seriana Superiore che collega Valbondione con Ponte Selva e si sviluppa longitudinalmente al territorio comunale sul lato destro della vallata. Parallelamente ad essa, ma posta sul lato sinistro, vi è la S.P.50 Villa d'Ogna-Clusone, conosciuta anche come "strada della Senda". Da essa si diramano sia la S.P.50bis, che da Villa d'Ogna sale fino alla contrada di Nasolino, che la S.P.51 che raggiunge Piario e si innesta nella Strada statale 671 della Val Seriana.

## Amministrazione
| Periodo          | Periodo          | Primo cittadino          | Partito                               | Carica                  | Note |
| ---------------- | ---------------- | ------------------------ | ------------------------------------- | ----------------------- | ---- |
| 1926             | 1929             | Mario Fogaccia           |                                       | Podestà                 |      |
| 1927             | 1928             | Giovanni Locatelli       |                                       | Podestà                 |      |
| 1929             | 1932             | Giovanni Locatelli       |                                       | Podestà                 |      |
| 1932             | 1932             | Eligio Loglio            |                                       | Commissario prefettizio |      |
| 1934             | 1945             | Giovanni Fontana         |                                       | Podestà                 |      |
| 1945             | 1945             | Benedetto Lo Monaco      |                                       | Podestà                 |      |
| 1945             | 1946             | Pietro Pezzoli           | DC                                    | Sindaco                 |      |
| 1946             | 1951             | Alfredo Paccani          | DC                                    | Sindaco                 |      |
| 1951             | 1956             | Pietro Pezzoli           | DC                                    | Sindaco                 |      |
| 1956             | 1958             | Mansueto Baronchelli     | DC                                    | Sindaco                 |      |
| 1958             | 1963             | Luigi Bonicelli          | DC                                    | Sindaco                 |      |
| 1963             | 1967             | Luigi Bonicelli          | DC                                    | Sindaco                 |      |
| 1967             | 1972             | Franco Pezzoli           | DC                                    | Sindaco                 |      |
| 1972             | 1974             | Alfredo Paccani          | DC                                    | Sindaco                 |      |
| 1974             | 1978             | Armando Tasca            | DC                                    | Sindaco                 |      |
| 1978             | 1983             | Luigi Legrenzi           | DC                                    | Sindaco                 |      |
| 1983             | 1988             | Michele Guerinoni        | DC                                    | Sindaco                 |      |
| 1988             | 1993             | Bruno Pietro Baronchelli | DC                                    | Sindaco                 |      |
| 1993             | 1994             | Bruno Pietro Baronchelli | DC                                    | Sindaco                 |      |
| 1994             | 1994             | Ettore Cucini            |                                       | Commissario prefettizio |      |
| 20 novembre 1994 | 28 novembre 1998 | Bruno Bosatelli          | Lega Nord                             | Sindaco                 |      |
| 29 novembre 1998 | 24 maggio 2003   | Bruno Bosatelli          | Lega Nord                             | Sindaco                 |      |
| 25 maggio 2003   | 13 aprile 2008   | Angelo Bosatelli         | Lega Nord                             | Sindaco                 |      |
| 14 aprile 2008   | 26 maggio 2013   | Angelo Bosatelli         | Lega Nord                             | Sindaco                 |      |
| 27 maggio 2013   | 10 giugno 2018   | Angela Bellini           | Lista civica Svolta democratica       | Sindaco                 |      |
| 11 giugno 2018   | 15 maggio 2023   | Angela Bellini           | Lista civica Persone per Villa d'Ogna | Sindaco                 |      |
| 15 maggio 2023   | in carica        | Luca Giovanni Pendezza   | Lista civica Persone per Villa d'Ogna | Sindaco                 |      |